# Lambda
De lambda (hoofdletter Λ, kleine letter λ, Nieuwgrieks: λάμδα of λάμβδα) is de elfde letter van het Griekse alfabet en is equivalent met de L. In westerse landen wordt ook de op het Oudgrieks gebaseerde spelling en uitspraak labda (Grieks: λάβδα) gebruikt.
De naam van de letter is afgeleid van de Semitische (Fenicische) letter lamed.
λ´ is het Griekse cijfer voor 30.
Lambda wordt in het Nieuwgrieks uitgesproken als een /L/ zoals in leuk

## Symbool

### Wetenschap
- Golflengte (natuurkunde)
- Eigenwaarde (algebra)
- Een functie in de lambdacalculus (informatica)
- De kosmologische constante in de kwantummechanica
- Ladingsdichtheid per lengte (elektriciteitsleer (natuurkunde)).

### Techniek
- Isolatie-waarde (warmtegeleidingscoëfficiënt) van bouwmaterialen (bouwkunde)
- Slankheid (mechanica) van kolommen of muren
- Een lambdasonde meet de zuurstof/brandstofverhouding in het uitlaatgas van een verbrandingsmotor
- In de houtbewerking voor de ashoek van snijgereedschap.

### Homoseksualiteit
- De (kleine) letter lambda wordt internationaal gebruikt als symbool voor homoseksualiteit

### Computerspellen
- Het logo van Half-Life, Half-Life 2.

### Series/Films
- Stargate SG1